# Tour of Southland
Die Tour of Southland ist ein über mehrere Etappen führendes Straßenradrennen in der Region Southland in Neuseeland.
Seit 2005, ist der im November ausgerichtete Wettkampf Teil der UCI Oceania Tour. Das Rennen ist von der Union Cycliste Internationale (UCI) mit 2.2 klassifiziert. Der Hauptsponsor des Rennens, PowerNet, ist ein Energieversorger der Region Southland. Es wird von der UCI und Cycling Southland ausgerichtet.
Seit 2010 ist es nicht mehr Teil des UCI-Kalenders.

## Sponsoren
2007 umfassten die Trikotsponsoren (Sponsor in Klammern):
- General Classification (PowerNet) – Gesamtsieger nach Zeit
- King of the Mountains (Hydraulink) – Bergwertung
- Sprint Ace  (Harcourts Real Estate) – Diese Sprintwertung basiert auf Zwischensprints.
- Under 23 Classification (Regent Car Court) – Wertung nach Gesamtzeit für Fahrer der UCI-Kategorie "unter 23"
- Team Classification (Avanti Plus Wensley Cycles) – Mannschaftswertung auf Basis der Summe der drei besten Einzelfahrer der Mannschaft der einzelnen Etappen.

## Siegerliste
| - 2023 Dan Gardner - 2022 Josh Burnett - 2021 Michael Vink - 2020 Aaron Gate - 2019 Michael Vink - 2018 Michael Vink - 2017 James Piccoli - 2016 Aaron Gate - 2015 Brad Evans - 2014 Mitchell Lovelock-Fay - 2013 James Oram - 2012 Michael Northley - 2011 Joshua Atkins - 2010 Hayden Roulston - 2009 Heath Blackgrove - 2008 Hayden Roulston - 2007 Hayden Roulston - 2006 Hayden Roulston - 2005 Gordon McCauley - 2004 John Lieswyn - 2003 Scott Guyton - 2002 John Lieswyn - 2001 Karl Moore - 2000 Glen Mitchell - 1999 Graeme Miller - 1998 Scott Guyton | - 1997 Graeme Miller - 1996 Gordon McCauley - 1995 Brian Fowler - 1994 Doug Bath - 1993 Landrey Burt - 1992 Brian Fowler - 1991 Stuart Lowe - 1990 Brian Fowler - 1989 Brian Fowler - 1988 Brian Fowler - 1987 Brian Fowler - 1986 Brian Fowler - 1985 Brian Fowler - 1984 Jack Swart - 1983 Jack Swart - 1982 Stephen Cox - 1981 Stephen Cox - 1980 Anthony Cuff - 1979 Eric McKenzie - 1978 Paul Jesson - 1977 Wayne Perkinson | - 1976 Paul Jesson - 1975 Chris Hogan - 1974 Bruce Ramsey - 1973 Michael Hughes - 1972 Blair Stockwell - 1971 John Dean - 1970 David Gee - 1969 Warwick Dalton - 1968 Merv Davis - 1967 Tino Tabak - 1966 Tino Tabak - 1965 Tino Tabak - 1964 Malcolm Powell - 1963 Dick Johnstone - 1962 Tony Walsh - 1961 Warwick Dalton - 1960 Gary Ulmer - 1959 Warwick Dalton - 1958 keine Austragung - 1957 Tom Tindale - 1956 Kelvin Hastie |